# Garcinia longifolia
Garcinia longifolia là một loài thực vật có hoa trong họ Bứa. Loài này được Blume mô tả khoa học đầu tiên năm 1825.